# Kombinat Nahrungsmittel und Kaffee
Der VEB Kombinat Nahrungsmittel und Kaffee Halle (NAKA) wurde 1980 gegründet und war ein Kombinat in der Deutschen Demokratischen Republik.
Das Kombinat unterstand dem Ministerium für Bezirksgeleitete Industrie und Lebensmittelindustrie. Weitere zentralgeleitete Kombinate der Lebensmittelindustrie können in der Liste von Kombinaten der DDR eingesehen werden.
Gemäß Statut des Kombinats zählten die „Entwicklung, die Herstellung und de[r] Absatz von Lebensmitteln, Lebensmittelergänzungsprodukten und Backwaren“ zu seinen Aufgaben. Als Stammbetrieb des Kombinats fungierte der VEB Kaffee Halle, der gleichzeitig die größte Kaffeerösterei der DDR war. Durch diesen Betrieb und die weiteren Kombinatsbetriebe VEB Bero Kaffee und Extrakt Berlin, VEB Kermi Stralsund, VEB Drei Streif Kaffee-Großrösterei Nordhausen, VEB Kaffee und Tee Radebeul und VEB Marö-Werk Frankfurt/Oder kontrollierte das Kombinat fast den gesamten Markt für Kaffee und Kaffee-Surrogat in der DDR.
Die Betriebe VEB Exzellent Dresden, VEB ALO-Werk Erfurt und VEB Nahrungsmittelwerk Suppina Auerbach gehörten bis Ende 1988 zum Kombinat und wurden zum 1. Januar 1989 dem Kombinat Öl und Margarine unterstellt.
Im Zuge der Wende und der anschließenden Wiedervereinigung wurde das Kombinat 1990 aufgelöst und seine Betriebe wurden privatisiert.

## Zugehörige Betriebe
Zum Kombinat gehörten 1990 die folgenden Betriebe:
- VEB Kaffee Halle; (Stammbetrieb)
  - u. a.: VEB Backmehlwerk Halle
- VEB Anker-Teigwarenfabrik Löbau
- VEB Bero Kaffee und Extrakt Berlin
- VEB Blechverarbeitungswerk Gotha
- VEB Burger Knäcke-Werke Burg
- VEB Dauerbackwaren Dresden
- VEB Diätbackwaren Erfurt
- VEB Diätbackwaren Gutena Apolda
- VEB Drei Streif Kaffee-Großrösterei Nordhausen
- VEB Eispulverwerk Rathenow
- VEB Feingebäck Stolberg
- VEB Gewürze Gera
- VEB Gewürzmühle Leipzig in Markranstädt
- VEB Grabower Dauerbackwaren Grabow
- Importhandel für pflanzliche Erzeugnisse Berlin
- VEB Industrie- und Rohrleitungsmontagen Zeitz
- Institut für Getreideverarbeitung Bergholz-Rehbrücke
- VEB Kaffee und Tee Radebeul
- VEB Keksfabrik Bad Liebenstein
- VEB Keksfabrik Brand-Erbisdorf
- VEB Kermi Stralsund
- VEB Komet Großpostwitz
- VEB Majoranwerk Aschersleben
- VEB Marö-Werk Frankfurt/Oder
- VEB Maschinen- und Anlagenbau Nossen
- VEB Mehlsilo und Fördertechnik Zeitz
- VEB Nährmittelwerk Colditz
- VEB Nahrungsmittelwerk „Albert Kuntz“ Wurzen
- VEB Nossener Maschinenbau Nossen
- VEB „Ring“ Mittweida
- VEB Möwe Teigwarenwaren Waren-Müritz
- VEB Thüringer Lebkuchenfabrik Zella-Mehlis
- VEB Waffel- und Oblatenfabrik Ohrdruf
- VEB Waldheimer Gewürze Waldheim
- VEB Wikana Süß- und Dauerbackwaren Wittenberg